# Elecciones generales de Italia de 1886
Las elecciones generales se celebraron en Italia el 23 de mayo de 1886, con una segunda vuelta celebrada el 30 de mayo. El bloque de izquierda "ministerial" emergió como el más grande en el Parlamento, ganando 292 de los 508 escaños. Como en 1882, la elección se llevó a cabo utilizando pequeños distritos electorales plurinominales con entre dos y cinco escaños.

## Contexto histórico
La Izquierda histórica fue dirigida por el Primer Ministro de Italia, Agostino Depretis, un miembro destacado de la política italiana durante décadas. Depretis había sido jefe de gobierno desde 1881 y también desde 1876 hasta 1879.
El líder de la Derecha histórica era Silvio Spaventa, periodista y político de Nápoles.
La Extrema izquierda histórica fue dirigida por Felice Cavallotti, un famoso poeta italiano.
La Izquierda emergió como el grupo más grande del Parlamento italiano, ganando 292 de los 508 escaños, antes que la derecha, que obtuvo 145 escaños. Como en 1882, la elección se llevó a cabo utilizando pequeños distritos electorales plurinominales con entre dos y cinco escaños cada uno.

## Partidos y líderes
| Partido | Partido                     | Ideología                     | Líder               |
| ------- | --------------------------- | ----------------------------- | ------------------- |
|         | Izquierda histórica         | Liberalismo, Centrismo        | Agostino Depretis   |
|         | Derecha histórica           | Conservadurismo, Monarquismo  | Silvio Spaventa     |
|         | Extrema izquierda histórica | Republicanismo, Radicalismo   | Felice Cavallotti   |
|         | Izquierda disidente         | Progresismo, Socioliberalismo | Giuseppe Zanardelli |

## Resultados
|  | 57,48 % |

|  | 28,54 % |

|  | 8,86 % |

|  | 5,12 % |

|  | 98,82 % |

|  | 1,18 % |

|  | 100 % |

|  | 58,50 % |

1. 1 2 3 4  Estimado